# 維克托·米哈伊洛維奇·平丘克
維克托·米哈伊洛維奇·平丘克（羅馬化：Viktor Mykhailovych Pinchuk；1960年12月14日—），烏克蘭商人和寡頭。截至2016年1月，在富比世雜誌中的全球富豪排行他名列第1,250位，擁有 14.4億美元的財富。
平丘克是EastOne Group LLC（一家總部位於倫敦的國際投資、項目融資和財務諮詢公司）和Interpipe Group（烏克蘭領先的管道、車輪和鋼鐵生產商之一）的創始人。平丘克擁有四個電視頻道和一個受歡迎的小報Fakty i Kommentarii。從1998年到2006年，他連續兩屆擔任烏克蘭議會最高拉達議員。他的妻子是烏克蘭前總統列昂尼德·庫奇馬的女兒奧列娜。

## 政治立場

### 邁丹起義
對於親歐盟示威，平丘克表示：
自由公民形成了自己的意見並發表了意見。沒有什麼比這更強大了。這讓我對我們國家的未來充滿信心。

## 外部連結
- 2010 Pinchuk's profile at Forbes （页面存档备份，存于）
- Victor Pinchuk Foundation （页面存档备份，存于）
  - Biography of Victor Pinchuk （页面存档备份，存于）
- Pinchuk Art Centre
- Yalta European Strategy （页面存档备份，存于）